# Sukiyaki
Sukiyaki (giapponese: 鋤焼 o più comunemente すき焼き; sukiyaki) è un piatto della cucina giapponese nello stile nabemono ("alla pentola").

## Preparazione

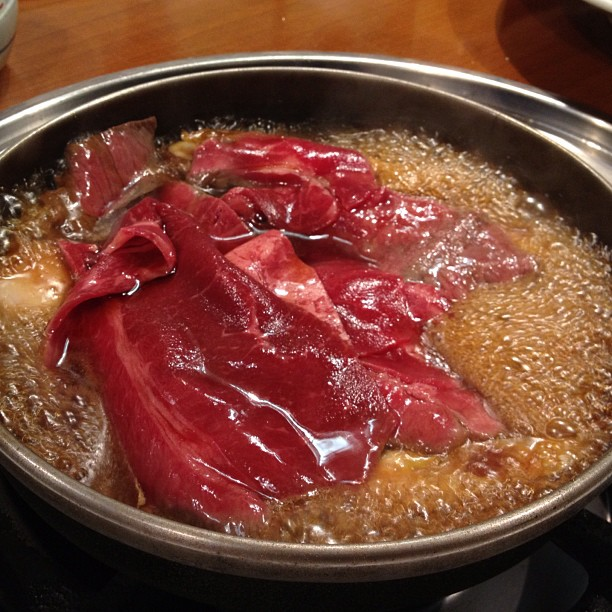
Preparazione della Sukiyaki

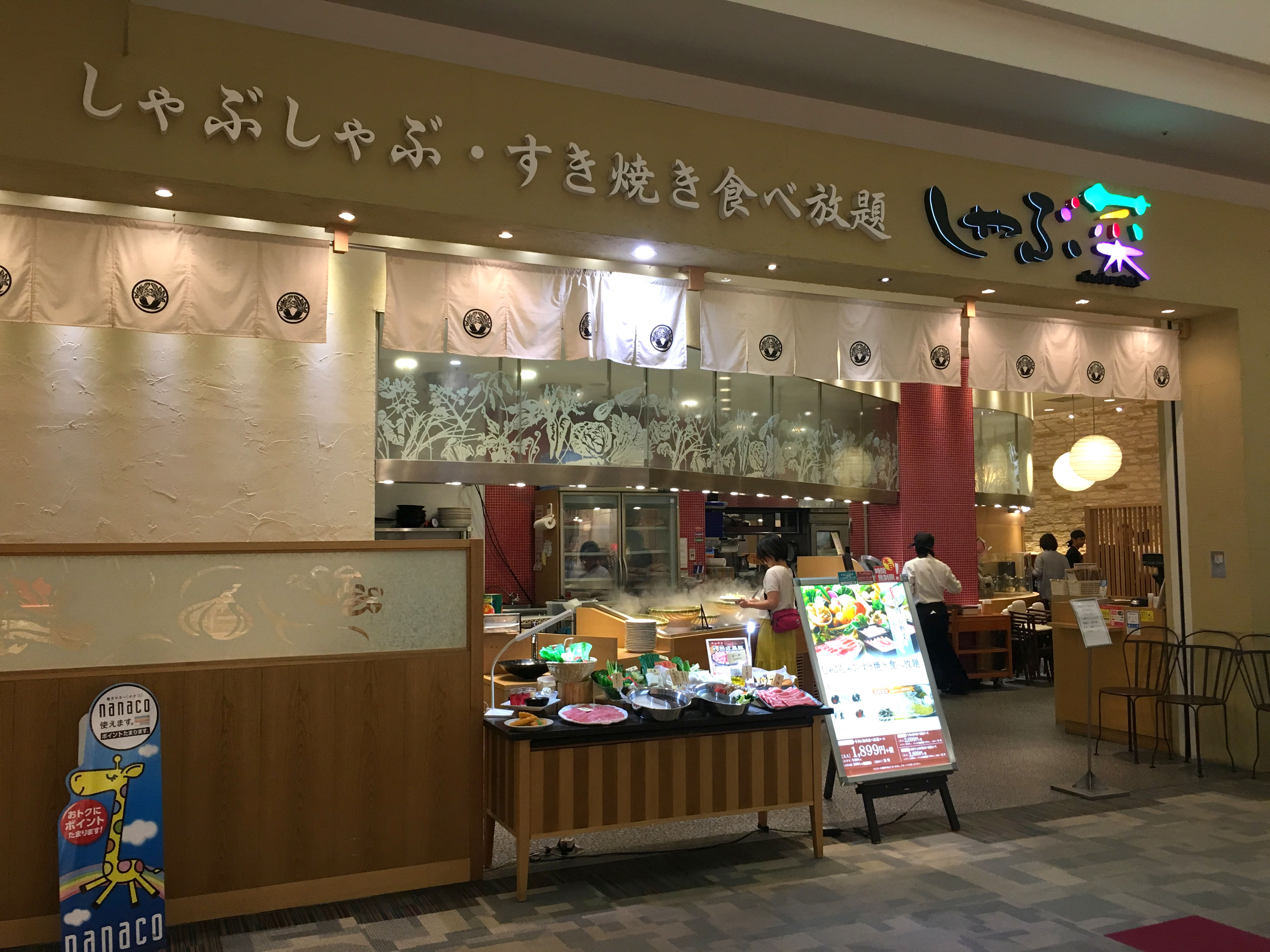

Consiste di sottili fettine di manzo, tofu, ito konnyaku (in un formato simile agli spaghetti), negi (cipolletta), cavolo cinese, e funghi enoki tra gli altri ingredienti. Generalmente viene preparato nei giorni più freddi dell'anno ed è un piatto comune per le feste di capodanno (bonenkai).
Gli ingredienti sono lentamente bolliti in una bassa pentola di ferro, in una miscela di salsa di soia, zucchero e mirin. Prima di essere mangiati vengono immersi in una piccola ciotola di uova sbattute. Uno scherzo comune delle commedie giapponesi è che un sukiyaki passabile possa essere preparato con misero budget, specialmente se uno è povero.

## Varianti
Come per altri piatti nabemono ogni regione giapponese ha una maniera preferita di cucinare il sukiyaki. Per esempio la salsa di soia, zucchero e mirin sono premiscelati nella regione del Kantō, mentre nel Kansai è consuetudine miscelare gli ingredienti al tavolo.
Sukiyaki, o semplicemente "suki" è anche il nome di un tipo di pasto consumato in altre regioni dell'Asia. Il nome può essere usato per un piatto remotamente somigliante al sukiyaki giapponese composto da spaghetti di riso, maiale e salsa "sukiyaki" fino a un piatto in cui vengono cucinati vari tipi di carne e vegetali insieme nella stessa pentola.

## Storia
I bovini vennero introdotti relativamente tardi in Giappone, provenienti dalla Corea. Introdotti nel II secolo per essere utilizzati prevalentemente nella coltivazione delle risaie, a partire dall'introduzione del Buddhismo, nell'VIII secolo, i bovini vennero considerati quasi esclusivamente come animali da lavoro, dato che uccidere un quadrupede per cibo era proibito dalle leggi buddiste. Solo ai soldati, durante le guerre, veniva data carne di manzo per rinforzarli prima della battaglia.
Ritornando dalla guerra con un appetito per la carne, i soldati la cucinavano sopra un aratro posto su carboni ardenti fuori dalla casa, dato che cucinare dentro la casa era considerato un sacrilegio e una dissacrazione della casa nei confronti della generazione più anziana. Da qui nasce il significato letterale di sukiyaki, ossia "grigliata (焼) su un aratro (鋤)". Solo dopo un contatto prolungato con l'occidente nell'era Meiji la carne di manzo perse la sua cattiva fama. In quel periodo il piatto si sviluppò nella forma attuale.